# 13908 Wölbern
13908 Wölbern là một tiểu hành tinh vành đai chính với chu kỳ quỹ đạo là 1196.2501943 ngày (3.28 năm).
Nó được phát hiện ngày 2 tháng 9 năm 1978.